# Spuigat

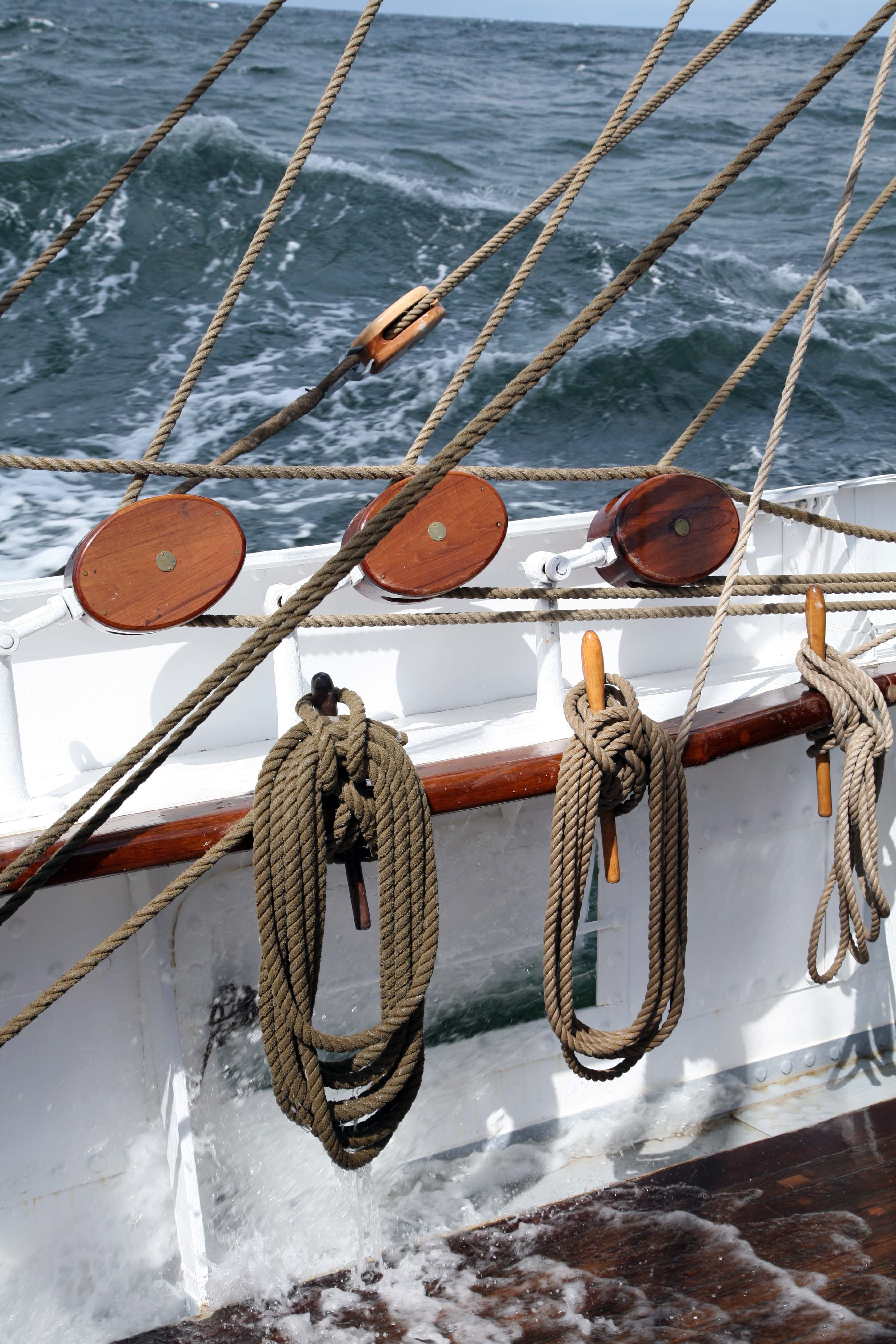
Spuigat

Een spuigat is een opening in de verschansing van een schip, die ervoor dient om overgekomen buiswater zo snel mogelijk overboord te lozen. Ook bij het dekreinigen met lenspompen loopt het water met de rest van een losse lading, zoals onder andere kaolien of zand, uit de spuigaten overboord.
Grotere spuigaten dienen voor het lozen van buis- en schuurwater, maar ook om scheepstrossen aan de bollards of scheepsmeerpalen vast te maken. 
Anderzijds zijn er op schepen ronde of ovaalronde kluisgaten voorzien om eveneens trossen of kabels doorheen te laten bij het afmeren. Deze kluisgaten zijn niet gelijk met het dek zoals de spuigaten.
Waar het anker en de ankerketting doorloopt, gaat ook deze door een ankerkluisgat. Dit ligt wel gelijk en horizontaal met het dek, zodat het buiswater ook door dit ankerkluisspuigat wegstroomt.